# Лейтон Ориент
«Ле́йтон О́риент» (полное название — Футбольный клуб «Лейтон Ориент»; англ. Leyton Orient Football Club, английское произношение: [ˈleɪtən 'ɔ:riənt 'futbɔ:l klʌb]) — английский профессиональный футбольный клуб из Восточного Лондона, основанный в 1881 году. Базируется в Лейтоне, округ Уолтем Форест (англ. London Borough of Waltham Forest). Домашние матчи проводит на стадионе «Брисбен Роуд», вмещающем более  9 тысяч зрителей.
«Лейтон Ориент» — один из старейших футбольных клубов и второй после «Фулхэма» профессиональный клуб Лондона.
Выступает в Лиге 1, третьем по значимости дивизионе в системе футбольных лиг Англии.

## История
Корни клуба восходят к 1881 году. Двенадцать бывших студентов протестантского колледжа «Хомертон», раскошелившись на аренду поля на улице Глин Роуд, что в Большом Лондоне, создают команду «Глин Крикет Клаб» (англ. Glyn Cricket Club), в 1886 году переименованную в «Игл Крикет Клаб»(англ. Eagle Cricket Club). И вот 3-го марта 1888 года, состоялось общее собрание игроков клуба, на котором было принято решение о создании футбольной команды, для поддержания формы в зимние месяцы. На собрании, один из игроков, по имени Джек Диринг (англ. Mr.Jack R. Dearing), работавший тогда в Восточной Пароходной Компании (англ. Orient Steamship Navigation Company), предложил название «Orient» («Восток»), что соответствовало не только названию той пароходной компании, но и географическому расположению клуба в столице. В июне 1898 года ради привлечения богатых болельщиков, клуб переместился в район Клэптон, а название сменилось на «Clapton Orient».
Последний матч чемпионата 1914/15 для «Клэптон Ориент» состоялся в субботу 24 апреля 1915 года. Соперником был «Лестер Фосс». 20 000 зрителей на стадионе «Миллфилдс Роуд» приветствовали победу «Ориент» со счётом 2:0. Сразу после матча, в полном боевом обмундировании, игроки и весь персонал клуба (всего 41 человек), выдвинулись в расположение 17-го батальона полка Миддлсекс (англ. Middlesex), который позднее был известен, как «1-й Батальон Футболистов» . В 1916 году, во время грандиозных сражений против германского рейха, на севере Франции, на берегах реки Сомме, погибли три игрока клуба — Ричард МакФадден — 23 октября (англ. Richard McFadden), Джордж Скотт — 16 августа (англ. George Scott) и Уильям Джонас — 27 июля (англ. William Jonas) … По инициативе и финансовой поддержке болельщиков «Ориент», 10-го июля 2011 года в местечке Флерс, вблизи реки Сомме, на церковном кладбище был открыт мемориал памяти погибших футболистов..
Вторая мировая война принесла команде финансовые трудности, что побудило совет директоров 2 октября 1946 года учредить новое название — «Лейтон Ориент», которое продержалось 20 лет. После чего, по настоятельным требованиям болельщиков, в 1966 году, клубу вернулось первоначальное название «Orient». И всё же 1-го июля 1987 года клуб вновь стал «Leyton Orient FC», что сохраняется и по сей день.
Почётный Президент клуба Барри Хирн (англ. Barry Hearn) родился в Лондоне 19 июня 1948 года. Является основателем и главой промоутерской компании «Matchroom Sport Ltd». В апреле 1995 года Хирн практически спас «Ориент» от финансовой катастрофы, выкупив за символическую сумму в 5 фунтов контрольный пакет акций у предыдущего президента Тони Вуда (англ. Tony Wood), который больше не мог содержать команду. «Кофейный» бизнес Вуда в Руанде, благодаря которому он сколотил состояние, разорился из-за гражданской войны. Хирн стал президентом в трудное для клуба время, но благодаря опыту разруливания подобных ситуаций в снукере и боксе, у него был реальный план по спасению клуба, который он и осуществил. «Ориент» более не знал финансовых затруднений, хотя, понятное дело, не шиковал. Жили по средствам. Хирн реализовал свой проект по полной реконструкции стадиона «Брисбен Роуд». Три трибуны были практически построены заново, а Восточная трибуна (символ стадиона) реконструирована. Барри Хирн был и остаётся до сих пор противником переезда «Вест Хэм Юнайтед» на Олимпийский Стадион, который расположен всего в 2,5 километрах от «Брисбен Роуд» . — " Наша позиция предельно ясна : Мы не хотим видеть «Вест Хэм» на Олимпийском стадионе. Они пришли на нашу территорию, это совершенно очевидно и неприемлемо. " За все 19 лет своего правления, Хирн показал себя, как большой профессионал и фанатичный патриот «Лейтон Ориент».
В истории «Лейтон Ориент» были и неординарные руководители. Так, в конце 50-х — первой половине 60-х годов в совет директоров клуба входил и выходец из России — младший из братьев Грейд Лесли (1916). Настоящая фамилия братьев — Виноградские . Лев(Лью)Грейд(1906) и Борис(Бернард)Делфонт(1909) родились в местечке Токмак , Таврической Губернии , Российской Империи. Лазарь(Лесли) появился на свет уже в Лондоне. В 1912 году вся семья перебирается в Англию . Первые два года пребывания в Лондоне Виноградские жили в арендуемых комнатах в районе Ист-Энда. Однако вскоре отец братьев, будучи портным, открыл небольшую фирму по пошиву и продаже одежды и дела семьи постепенно улучшились. В период между двумя мировыми войнами, взяв себе псевдонимы «Грейд» и «Делфонт», братья сделали успешную карьеру. Лью стал звездой мюзик-холла и в дальнейшем Британским медиа-магнатом, Бернард оказался наиболее популярным и известным в Британии как театральный агент и импресарио, а Лесли стал соучредителем компании «Grade Organisation», и совместно со своим другом Харри Зуссманом (англ. Harry Zussman), одним из директоров «Лейтон Ориент». Кстати , Лью и Бернард в 1976 году были удостоены официального титула Лорд. Даже добившись большого успеха и признательности, именно благодаря братьям Виноградским, в те годы матчи клуба на «Брисбен Роуд» постоянно посещали многие звёзды, одним из которых являлся Клифф Ричард — легендарный британский рок-музыкант.
Свой первый (и пока единственный) сезон в элите «Лейтон Ориент» начал практически тем же составом, что и предыдущий. Остались все игроки, выводившие клуб в D1. Один из директоров Харри Зуссман заявил, что задача O’s закрепиться в дивизионе, а поэтому «мы готовы покупать новых игроков». Но у главного тренера Джонни Кэри была другая точка зрения : «Моя задача заключается в том, чтобы убедить ребят — они ни в чём не уступают тем, кто играет в первом дивизионе».
Многие скептически рассуждали о перспективах команды и оказались правы — «Ориент» элементарно не хватило класса. Абсолютно все проигранные матчи команда Кэри играла ничуть не хуже соперника, но не использывала свои шансы, пропуская невообразимо глупые голы. Защитники «Ориент» пять раз поражали собственные ворота, один только капитан команды Стэн Чарлтон сделал это трижды. Дэйв Данмор не забил, попав в перекладину и команда уступила «Ман Сити». Тот же Данмор не реализовал пенальти и в итоге поражение от «Ипсвича». Происходило и такое, когда кто-то из вратарей (их за сезон сменилось трое), спасал команду в казалось бы безнадёжной ситуации, а мяч рикошетом от форварда соперников всё-равно влетал в ворота. Домашний матч с «Ноттингем Форест» вообще был проигран из-за невероятного гола : после удара соперника мяч обстучал обе стойки ворот, Чарлтон попытался вынести мяч, но тот застрял в грязи, а после добивания игроком «Форест», угодил в перекладину и плюхнулся в лужу в воротах. Спустя годы многие игроки и болельщики, вспоминая те времена, главным виновником неудач назвали главного тренера Джонни Кэри , который не только пассивно повёл себя на трансферном рынке, но и проявил безразличие, когда у команды начались проблемы, и ничего не сделал, чтобы встряхнуть и взбодрить её.

## Стадионы
Первым игровым полем клуба был «Понд Лейн Бридж» (англ. The Pond Lane Bridge), на котором «Ориент» проводил домашние матчи начиная с 1890-го по 1896 год, перебравшись затем на соседний «Уиттлс Атлетик Граунд» (англ. Wittles Athletic Ground). Здесь, уже под названием «Clapton Orient», команда играла до 1900 года. Первым серьёзным стадионом клуба стал «Миллфилдс Роуд Стэдиум» (англ. Millfields Road Stadium), вмещавший почти 40 000 зрителей. Сюда команда перебралась в 1900-м с «Уиттлс Атлетик», на месте которого местный муниципалитет решил построить электростанцию. На «Миллфилдс Роуд» «Ориент» обитал добрых 30 лет, пока в 1930 году не переехал на 20-ти тысячный «Ли Бридж Роуд» (англ. Lea Bridge Road), который прежде до этого использовался для мотогонок. Средняя посещаемость клуба в то время была примерно 7 000 человек. И вот предстоял матч, который во многом определил дальнейшую историю клуба. В марте 1937-го состоялось дерби с «Миллуолом». Стадион был забит под завязку (20.288). В ходе всего матча возникали серьёзные беспорядки на трибунах, болельщики неоднократно выбегали на поле. Эти события заставили руководство «Ориент» начать подыскивать более спокойный и соответствующий требованиям безопасности стадион, тем более, что «Ли Бридж Роуд» директорам клуба никогда особенно не нравился.
В то же самое время огромные финансовые проблемы начались у любительского клуба «Лейтон» (англ. Leyton FC) из округа Уолтхэм Форест, который играл на стадионе «Осборн Роуд» (англ. Osborne Road), позже известный как «Брисбен Роуд». Устраивающий обе стороны договор был заключен и «Клэптон Ориент» переезжает на место постоянной прописки. Первая игра на новом стадионе была сыграна 28 августа 1937 года с «Кардифф Сити» (1:1) .

## Символика

### Цвета
Поначалу «Ориент» играли в красных футболках. Затем с 1899 по 1905 года были синие с белой буквой «О» на спине (отсюда и прозвище «The O’s»). С 1905 до 1909 года выступали в полосатых красно-бело-зелёных рубашках. 1909—1932 белые с большим красным шевроном, 1932—1947 белые с большим, но теперь уже, синим шевроном. 1947—1966 опять полностью синий цвет. И вот начиная с 1966 года, одновременно с изменением названия на нынешнее, используется только привычная всем красно — белая гамма.

### Логотип
Самый первый логотип у клуба появился в 1952 году и полностью отображал геральдический герб района Лейтон. В 1965 появился «щит» с вертикальными сине-белыми полосами, который в 1967 сменил «овал» с широким сине-бело-жёлтым триколором в цвета P&O Shipping Line, являвшейся правопреемницей Восточной Пароходной Компании. «Дракон» на майках игроков клуба появился в сезоне 1969/1970. Нынешний же логотип клуба был создан в 1976 году и практически не менялся. В августе того года был объявлен конкурс на создание новой клубной эмблемы, а 27 декабря 1976 года был представлен её окончательный вариант, который используется с августа 1977 года. Лого состоит из двух «Виверн» (англ. Wyvern) — вымышленных драконообразных существ, опирающихся на футбольный мяч. Один «Виверн» — Дракон, является символом и хранителем реки Темзы, другой — Морской Змей, символизирует, соответственно, море и напоминает о родоначальниках клуба из Восточной Судоходной Компании.

## Дерби
Очень принципиальными для «Лейтон Ориент» являются матчи с «Саутенд Юнайтед» и «Кембридж Юнайтед». C «Саутенд Юнайтед» дерби считается, по футбольным меркам, достаточно молодым и берёт своё начало с 1998 года, когда «Саутенд» являлся самым близлежащим географическим соседом, игравшим в одной лиге с «Ориент». Эти матчи носят название Дерби А13 (англ. Derby A13). С клубом «Кембридж Юнайтед» противостояние называют Дерби М19 (англ. Derby M19). Главным же для «Ориент» было и остаётся историческое дерби с «Вест Хэм Юнайтед» — Дерби Восточного Лондона. Матчи против клубов «Брентфорд» и «Миллуол» всегда так же имели принципиальный характер..

## Состав
| №             | Игрок            | Страна                 | Дата рождения              | Бывший клуб             | Контракт  |
| Вратари       | Вратари          | Вратари                | Вратари                    | Вратари                 | Вратари   |
| ------------- | ---------------- | ---------------------- | -------------------------- | ----------------------- | --------- |
| 1             | Сол Бринн        | Англия                 | 30 октября 2000 (24 года)  | В аренде из Мидлсбро    | 2023—2024 |
| 13            | Сэм Хоуз         | Англия                 | 19 ноября 1993 (31 год)    | Уилдстон                | 2022—2024 |
| 27            | Рис Бирн         | Англия                 | 22 августа 2002 (22 года)  | Воспитанник клуба       | 2021—2025 |
| Защитники     |                  |                        |                            |                         |           |
| 2             | Томас Джеймс     | Уэльс                  | 15 апреля 1996 (29 лет)    | Хиберниан               | 2021—2024 |
| 3             | Джейден Суини    | Англия                 | 4 декабря 2001 (23 года)   | Воспитанник клуба       | 2019—2025 |
| 4             | Эд Тёрнс         | Уэльс                  | 18 октября 2002 (22 года)  | В аренде из Брайтон     | 2023—2024 |
| 5             | Дэн Хапп         | Англия                 | 28 сентября 1998 (26 лет)  | Воспитанник клуба       | 2017—2024 |
| 6             | Адам Томпсон     | Флаг Северной Ирландии | 28 сентября 1992 (32 года) | Ротерхем Юнайтед        | 2020—2024 |
| 19            | Омар Беклес      | Флаг Гренады           | 25 октября 1991 (33 года)  | Кру Александра          | 2021—2025 |
| 25            | Харрисон Содже   | Англия                 | 31 декабря 2003 (21 год)   | Воспитанник клуба       | 2022—2024 |
| 32            | Роб Хант         | Англия                 | 7 июля 1995 (30 лет)       | Суиндон Таун            | 2022—2024 |
| Полузащитники |                  |                        |                            |                         |           |
| 8             | Джордан Браун    | Англия                 | 21 июня 2001 (24 года)     | Дерби Каунти            | 2022—2025 |
| 11            | Тео Арчибальд    | Шотландия              | 5 марта 1998 (27 лет)      | Линкольн Сити           | 2021—2024 |
| 14            | Джордж Монкур    | Флаг Англии            | 18 августа 1993 (31 год)   | Халл Сити               | 2022—2025 |
| 15            | Идрис Эль Мизуни | Тунис                  | 26 сентября 2000 (24 года) | В аренде из Ипсвич Таун | 2023—2024 |
| 18            | Даррен Претли    | Северная Ирландия      | 22 апреля 1985 (40 лет)    | Чарльтон Атлетик        | 2021—2024 |
| 22            | Итан Гэлбрейт    | Северная Ирландия      | 11 мая 2001 (24 года)      | Манчестер Юнайтед       | 2023—2024 |
| 23            | Макс Сандерс     | Англия                 | 4 января 1999 (26 лет)     | Линкольн Сити           | 2023—2025 |
| 29            | Зек Обьеро       | Кения                  | 18 января 2005 (20 лет)    | Воспитанник             | 2022—2024 |
| 34            | Чарли Пегрум     | Англия                 | 11 октября 2004 (20 лет)   | Воспитанник             | 2023—2024 |
| Нападающие    |                  |                        |                            |                         |           |
| 7             | Даниэль Агьей    | Англия                 | 1 июня 1997 (28 лет)       | Кру Александра          | 2023—2025 |
| 9             | Джо Пиготт       | Англия                 | 24 ноября 1993 (31 год)    | Ипсвич Таун             | 2023—2025 |
| 10            | Руэль Сотириу    | Англия                 | 24 августа 2000 (24 года)  | Воспитанник клуба       | 2018—2024 |
| 16            | Аарон Дринан     | Ирландия               | 6 мая 1998 (27 лет)        | Ипсвич Таун             | 2021—2024 |
| 17            | Шак Форд         | Англия                 | 5 мая 2004 (21 год)        | В аренде из Уотфорд     | 2023—2024 |
| 24            | Джордан Грэм     | Англия                 | 5 марта 1995 (30 лет)      | Бирмингем Сити          | 2023—2025 |

### Игроки в аренде
| \| № \| \| Поз. \| Имя \| Год рождения \| \| - \| \| ---- \| --------------------------------------------------- \| ------------ \| \| 3 \| \| Защ \| Джефте Танга (в «Мейдстон Юнайтед» до февраля 2024) \| 2004 \| |        |      |                                                     |              |
| № |        | Поз. | Имя                                                 | Год рождения |
| 3 | Англия | Защ  | Джефте Танга (в «Мейдстон Юнайтед» до февраля 2024) | 2004         |

## Рекорды

### Командные
- Самые крупные победы в лиге: 8:0 с «Кристал Пэлас», Дивизион 3 (ЮГ), 12 ноября 1955 ; 8:0 с «Рочдейл», Дивизион 4, 14 октября 1987 ; 8:0 с «Колчестер Юнайтед», Дивизион 4, 15 октября 1988 ; 8:0 с «Донкастер Роверс», Дивизион 3, 28 декабря 1997
- Самая крупная победа в кубке: 9:2 с «Честер Сити», 3-й раунд Кубка Лиги, 15 октября 1962 года
- Самое крупное поражение : 0:8 с «Астон Виллой» , 4-й раунд Кубка Англии, 30 января 1929
- Самая высокая посещаемость : 38,219 с «Тоттенхэм Хотспур», Дивизион 2, 16 марта 1929
- Наибольшее количество очков в лиге с 2-я очками за победу : 66, Третий дивизион (ЮГ), 1955-56
- Наибольшее количество очков в лиге с 3-я очками за победу : 86, Лига Один, 2013-14
- Наибольшее количество забитых мячей в лиге : 106, Третий дивизион (Южный), 1955-56
- Наименьшее количество пропущенных мячей в лиге : 35, Второй дивизион, 1910-11, 1913-14

### Индивидуальные
- Голы за сезон : 35 Томми Джонстон, Дивизион 2, 1958-58
- Голы за всю историю клуба : 121 Томми Джонстон, 1956-58, 1959-61
- Самый быстрый гол : 27-я секунда, Крис Тэйт, в финале плей-офф с «Блэкпулом», Май 2001
- Наибольшее количество игр во всех турнирах : 491 Питер Аллен
- Самый молодой дебютант : Пол Уон, 15 лет 327 дней, против «Престон Норт Энд», 4 сентября 1965 года
- Самое дорогое приобретение : £200 000, Лиам Келли (из «Олдем Атлетик», 2016 год)
- Самая дорогая продажа  : £1 млн, Габриэль Закуани (в «Фулхэм», 2006 год), Мозес Одубахо (в «Брентфорд», 2014 год)

## Достижения
Чемпионат
- Второй Дивизион : Вице-чемпион (1) — 1961/62
- Третий Дивизион : Чемпион (2) — 1955/56 (Юг), 1969/70
- Четвёртый Дивизион : Победитель (Плей-офф, финал) — 1988/89
- Лига Два : Победитель (1) — 2022/23

Кубок 
- London Challenge Cup : Победитель (4) — 1912, 1972, 1973, 1993
- Anglo-Scottish Cup : Финалист (1) — 1976/77
- Dubonnet Cup : Победитель (1) — 1911

## Стадион
Стадион «Brisbane Road» расположен в шаговой доступности от железнодорожной станции Leyton Midland Road Station, которая находится к северо-востоку от стадиона. Пешком по High Road 15 минут. Станция метро Leyton Underground Station располагается ещё ближе (к юго-востоку от стадиона). Не спеша, по той же High Road, не более 10 минут. На автобусах № 58 и 69 по маршруту Canning Town — Walthamstow, а также № 97 и 158 от вокзала Stratford Bus Station можно легко доехать непосредственно до самого стадиона, выйдя на остановке Coronation Gardens . Автобус № 308 по маршруту Clapton — Wansted останавливается тоже рядом на Oliver Road .
Долгое время Ист-Энд являлся одной из самых бедных частей Лондона, местом скопления иммигрантов со всего света и имел плохую репутацию из-за высокого уровня преступности. Далеко не все болельщики клуба представляли даже средний класс. Однако в районе Лейтон за «Ориент» болели поголовно. Поэтому многие до сих пор называют команду «семейной» или «домашней». Среди болельщиков выделяется одна очень харизматичная личность по имени Мэтт Билби (англ. Matt Bilby), человек в молодости завоевавший авторитет за одну из хулиганских фирм — OTF (Orient Transit Firm), созданную в 1983 году. Так же существуют BB (Brisbane Boys) и OYS (Orient Youth Service).

## Руководство
Владелец и президент клуба : Найджел Тревис (англ. Nigel Travis)
Почётный президент : Барри Хирн (англ. Barry Hearn)
Исполнительный директор : Кент Тигуе (англ. Kent Teague).

## Зал славы «Лейтон Ориент»[5]
| - Ричард Макфадден (1911—1915) - Джордж Скотт (1908—1915) - Уильям Джонас (1912—1915) - Стэн Чарльтон (1952—1955, 1958—1965) - Сид Бишоп (1853—1965) - Томми Джонстон (1956—1958, 1959—1961) - Петер Аллен (1965—1978) | - Лори Каннингем (1974—1977) - Питер Китчен (1977—1979) - Алан Комфорт (1986—1989) - Мэтт Локвуд (1998—2007) - Дин Кокс (2010—2016) - Джоби Маканафф (2014—2016, 2017—2021) - Джастин Эдинбург (2017—2019) |